# Martin H. Neumann
Martin H. Neumann (* 13. März 1961) ist ein deutscher Romanist.

## Leben
Nach dem, Abitur 1980 in Neustadt an der Waldnaab studierte er von 1981 bis 1987 Studium der Anglistik und Romanistik für das Lehramt an Gymnasien an der Universität Regensburg (1987: 1. Staatsexamen für das Lehramt an Gymnasien in den Fächern Englisch und Französisch). Von 1985 bis 1987 war er studentische Hilfskraft am Lehrstuhl Johannes Hösle. Von 1987 bis 1990 war er wissenschaftliche Hilfskraft am Lehrstuhl Johannes Hösle. Nach der Promotion im Juli 1990 im Fach Romanische Philologie mit einer Dissertation zum Thema Das Inzesttabu im Spiegel der französischen Erzählliteratur des 18. Jahrhunderts war er von 1990 bis 1996 wissenschaftlicher Assistent am Lehrstuhl für Romanische Philologie Johannes Hösle, seit 1994 bei Hermann H. Wetzel. Nach der Habilitation im Juni 1996 im Fach Romanische Philologie (Literaturwissenschaft) mit einer Studie über Gesualdo Bufalino - ein europäischer Sizilianer ... in carta e ossa war er von 1997 bis 1999 wissenschaftlicher Oberassistent am Lehrstuhl Hermann H. Wetzel. Im Wintersemester 1999/2000 vertrat er den Lehrstuhl (Fritz Nies) an der Universität Düsseldorf. Seit 2000 lehrt er als Universitätsprofessor für Romanische Philologie (Französischsprachige und portugiesischsprachige Literatur) an der Universität Hamburg.
Seine Hauptarbeitsgebiete sind das Zeitalter der Aufklärung: Frankreich, Portugal, Italien, sizilianische Erzähler des 19. und 20. Jahrhunderts, Literatur und Medialität, portugiesische Schriftsteller im europäischen Kontext und lusophone Literaturen Afrikas.

## Schriften (Auswahl)
- Das Inzesttabu im Spiegel der französischen Erzählliteratur des 18. Jahrhunderts. Bonn 1991, ISBN 3-924888-70-1.
- Gesualdo Bufalino. Ein europäischer Sizilianer ... in carta e ossa. Tübingen 1999, ISBN 3-484-55030-9.
- als Herausgeber: Zwischen allen Stühlen. Manuel Maria de Barbosa du Bocage. Akten des Kolloquiums zum 200. Todesjahr des Dichters, Hamburg, 20.–22. Juni 2005 . Bonn 2006, ISBN 3-86143-167-X.
- als Herausgeber mit Michael Bernsen: Die französische Literatur des 19. Jahrhunderts und der Orientalismus. Tübingen 2006, ISBN 3-484-50718-7.